# The Greatest of Gifts
The Greatest of Gifts is de negende aflevering van het zevende seizoen van de televisieserie ER, die voor het eerst werd uitgezonden op 14 december 2000.

## Verhaal
Dr. Jing-Mei Chen bevalt van een zoon en krijgt nu twijfels of zij haar zoon voor adoptie af moet staan. De beslissing wordt moeilijk nu de adoptieouders ook in het ziekenhuis zijn, uiteindelijk besluit ze toch voor adoptie te kiezen. Dr. Carter wordt bij haar bevalling geroepen om haar te steunen, door slaapgebrek besluit hij bijna vicodin te nemen als oppepper. 
Dr. Benton ontmoet een jong meisje dat gedwongen wordt om bloed te doneren aan haar zieke zus. Ondertussen heeft hij moeite om Kynesha verborgen te houden voor haar achtervolgers. 
Dr. Greene en dr. Corday gaan naar New York om daar een hersenchirurg te ontmoeten, hopelijk kan hij dr. Greene opereren voor zijn hersentumor.
Dr. Weaver blijft de hele dag last houden van de hik, ondertussen kust dr. Legaspi haar. 

## Rolverdeling

### Hoofdrollen
- Anthony Edwards - Dr. Mark Greene
- Noah Wyle - Dr. John Carter
- Laura Innes - Dr. Kerry Weaver
- Alex Kingston - Dr. Elizabeth Corday
- Paul McCrane - Dr. Robert Romano
- Michael Michele - Dr. Cleo Finch
- Erik Palladino - Dr. Dave Malucci
- Ming-Na - Dr. Jing-Mei Chen
- Eriq La Salle - Dr. Peter Benton
- Elizabeth Mitchell - Dr. Kim Legaspi
- Amy Aquino - Dr. Janet Coburn
- Chris Sarandon - Dr. Burke
- Maura Tierney - verpleegster Abby Lockhart
- Yvette Freeman - verpleegster Haleh Adams
- Deezer D - verpleger Malik McGrath
- Lily Mariye - verpleegster Lily Jarvik
- Kyle Richards - verpleegster Dori
- Elizabeth Rodriguez - verpleegster Sandra
- Mary Heiss - verpleegster Mary
- Pamela Sinha - verpleegster Amira
- Emily Wagner - ambulancemedewerker Doris Pickman
- Kristin Minter - Randi Fronczak
- Demetrius Navarro - Morales

### Gastrollen (selectie)
- Dwayne Adway - James Reed
- Jacqueline Kim - Linda Reed
- Kari Coleman - Mona
- Toy Connor - Kynesha
- Catherine Paolone - medewerkster adoptiebureau
- Michael Adler - Marty
- Daveigh Chase - Taylor Walker
- Myles Jeffrey - Jeff Persky
- David Norona - MRI bediener